# Hair-rig
Das Hair-Rig, auch Haarmontage genannt, ist eine spezielle Art der Köderpräsentation beim Karpfenangeln. 
An ein gewöhnliches Haken-Vorfach-System wird am Schenkel des Hakens ein kurzes Stück Schnur geknotet (früher nahm man hierfür ein Haar, daher der Name Haarmontage). Über dieses Haar kann dann der Köder (Mais, Boilies, Pellets) gezogen werden. Gehalten wird er von einem sogenannten Boilie-Stopper, der hinter ihm durch eine gebundene Schlaufe am Haar geführt wird.
Besonders bei scheuen Karpfen ist diese Art der Köderpräsentation sinnvoll, da der Haken gut 2–3 cm hinter dem Köder liegt und der Fisch bei Aufnahme vorerst nichts Ungewöhnliches spürt. Wenn er jedoch Notiz von der Schnur oder dem Haken 
nimmt, spuckt er den Köder aus und der dahinterliegende Haken verfängt sich am Maul und der Fisch ist gehakt.